# テレビ東京52年分の映像大放出!モヤモヤ映像廃棄センター〜こんなVTR新社屋に持って行けません〜
『テレビ東京52年分の映像大放出!! モヤモヤ映像廃棄センター〜こんなVTR新社屋に持って行けません〜』（テレビとうきょう52ねんぶんのえいぞうだいほうしゅつ モヤモヤえいぞうはいきセンター こんなブイティーアールしんしゃおくにもっていけません）は、2016年2月21日（日曜） 18時30分 - 21時48分（日本標準時）にテレビ東京系列で放送されたテレビ東京製作の単発バラエティ番組である。
番組タイトルの表記には揺れがあり、実際のタイトルロゴは「テレビ東京52年分の映像大放出!! モヤモヤ映像廃棄センター こんなVTR新社屋に持っていけません。」と表記されている。

## 概要
2014年3月2日に放送された『50年のモヤモヤ映像大放出! この手の番組初めてやりますSP』の続編で、2016年秋にテレビ東京本社が日経電波会館から住友不動産六本木グランドタワーへ移転するのを記念して放送された。社屋移転に際し局内の映像資料室にある映像を見ながら新社屋への保存または廃棄かを検討する趣旨のもと、歴代の放送番組を紹介する。

## 出演者

### 総合司会
- 所ジョージ
- 三村マサカズ（さまぁ〜ず）
- 大竹一樹（さまぁ〜ず）

### 進行
- 狩野恵里（テレビ東京アナウンサー）
- 紺野あさ美（当時テレビ東京アナウンサー）

### スタジオパネラー
- テリー伊藤
- 井森美幸
- 石塚英彦（ホンジャマカ）
- 徳光和夫（元日テレアナウンサー）
- 松本明子
- 高橋真麻（元フジテレビアナウンサー）
- 澤部佑（ハライチ）
- 伊集院光
- 蛭子能収
- ダチョウ倶楽部・ウド鈴木・水道橋博士 - 「テリー伊藤被害者の会」として出演。

### VTR出演
- 小倉智昭（元テレビ東京アナウンサー） - 「TOSHIBAスポーツBOX」の映像とともにインタビュー取材。
- さかなクン - 素人時代に出演した「TVチャンピオン 全国魚通選手権」の映像とともにインタビュー取材。
- 北島三郎 - 一般視聴者が提供した「懐かしのヒットパレード」の映像とともにインタビュー取材。
- チャーリィ湯谷 - 「勝抜き腕相撲」の映像を提供。
- 切替徹 - 「対決!スーパーカークイズ」の映像を提供。
- イジリー岡田 - 「ギルガメッシュないと」の映像を提供したが、現在の基準では放送不可能として放送が却下された。
- 佐藤輝 - 「私…」の映像とともにインタビュー取材。
- 小池百合子 - 「フェアウェイ交遊録」の映像を提供。
- 志賀正浩 - 「おはようスタジオ」の映像を提供。

### ナレーター
- 槇大輔

## 取り上げた番組
- おまかせ!山田商会
- 別れたら好きな人
- 女と愛とミステリー
- TVチャンピオン
- 釜本邦茂引退試合
- わんぱく相撲全国大会
- debuya
- 日本歌謡大賞
- TOSHIBAスポーツBOX
- メガロポリス歌謡祭
- 年忘れにっぽんの歌
- 徳光のTVコロンブス
- 勝ち抜き腕相撲
- 対決!スーパーカークイズ
- 日本スカイダイビング選手権
- レール7
- 夢のコドモニヨン王国
- ガッツ石松ファミリーのアラスカ冒険旅行
- 私…
- 隅田川花火大会
- 日曜ビッグスペシャル（GALオールスター花の球宴、若いやつらをぶっとばせ他）
- 土曜スペシャル（実録!府中刑務所24時ほか）
- おはようスタジオ
- 歌って最高!

## スタッフ
- ナレーター：槇大輔、四本木典子
- 構成：伊藤正宏、そーたに、安部裕之
- 技術：近藤剛史
- カメラ：吉田和雄
- VE：佐久間元貴
- 音声：松岡努
- 照明：新谷初
- 美術：小越敏彦
- 美術デザイン：篠田幸実
- 装置：冨田泰之
- 美術進行：政所美咲
- 大道具：榛木敏彦
- 小道具：舘直樹
- モニター：林尚宏
- アクリル装飾：是安弘樹
- 電飾：北原智之
- メイク：山田かつら
- 特効：ビートル
- ロゴ・CG：小室泰樹（ノットアットオール）
- 音効：村松聡
- EED・MA：テクノマックス
- リサーチ：スコープ
- 技術協力：テクノマックス、ALTX
- ロケ技術：エイ・フィールド、ジェイ・クルー、池田屋、SDTエンタープライズ、ヌーベルバーグ
- 協力：レトロエンタープライズ、稲葉ナオキ
- 宣伝：梅山文郁
- デスク：門田理沙
- 制作リサーチ：加藤正明、宇賀神敬行
- AD：伊藤暁、木内麻友、櫛田希望、安田幸平
- 事務局：石井佳一
- ブレーン：只野研治
- ディレクター：山田耕三、奈須亮三、岩下裕一郎、三浦信一、小林正純、木下大揮、溝田和史、伊藤喜孝、須藤拓也
- 総合演出：株木亘
- プロデューサー：伊藤隆行、宮川幸二、小高亮、荻野和人、中村肇、酒井英樹、牛原隆一
- 制作協力：BEE BRAIN、Hearts、PROTX
- 製作著作：テレビ東京